# Joannes van Heumen
Joannes van Heumen (auch Jan oder Johann von Heumen; * in Utrecht; † 26. August 1673 in Rotterdam) war ein niederländischer römisch-katholischer Geistlicher und Theologe.

## Leben
Heumen wurde in Utrecht geboren, studierte Theologie und erwarb den Grad eines Lic. theol. 1638 trat er als Pfarrer von Schoonhoven in Erscheinung. Er wurde Apostolischer Protonotar und 1642 Pfarrer der Laurentiuskirche in Rotterdam. Außerdem wurde er Domkapitular des Erzbistums Utrecht und schließlich 1670 Dekan des Kapitels. Außerdem war er Erzpriester für die Region von Delft und Schiedam.
Heumen soll sich in der Pestzeit dadurch hervorgetan haben, dass er sich persönlich um die Erkrankten kümmerte. Außerdem soll er den Jesuiten kritisch gegenüber gestanden haben.

## Werke (Auswahl)
- De onsterfelijke Adam, 1651.
- De mediteerende duit over de Sondaghen en heylighe daghen, 1658.
- Joseph somnians, complectens falsas variorum imaginationes, 1660.
- Joseph accrescens, docens conversionem peccatoris ad justitiam, 1663.
- Job patiens, docens conditionem tribulationum humanarum et modum patiendi eas, 1668.